# سانسور در عراق
سانسور در عراق تحت رژیم‌های سیاسی مختلف و به‌تازگی بیشتر به دلیل حمله به عراق در سال ۲۰۰۳ تغییر کرده‌است.